# Lucas Pettersson
Lucas Pettersson, född 17 april 2006 i Örnsköldsvik, är en svensk professionell ishockeyspelare som spelar för Brynäs IF i SHL.

## Klubbar
- Modo Hockey 2023-2025
- Östersunds IK (på lån från Modo) 2024-2025
- Brynäs IF 2025-